# Fifa Confederations Cup 2017
Fifa Confederations Cup 2017 var den tionde och sista upplagan av Fifa Confederations Cup, en landslagsturnering som arrangeras av Fifa. Ryssland var värdnation vilket officiellt meddelades den 2 december 2010 efter att ha fått rättigheterna att arrangera Världsmästerskapet 2018.
Tyskland vann turneringen efter finalvinst mot Chile.

## Kvalificerade landslag
| Kvalificerade lag | Federation | Federation               | Turnering                                                                  | Spelplats                         |
| ----------------- | ---------- | ------------------------ | -------------------------------------------------------------------------- | --------------------------------- |
| Tyskland          | Uefa       | Europa                   | Världsmästerskapet 2014                                                    | Brasilien: 12 juni–13 juli 2014   |
| Australien        | AFC        | Asien                    | Asiatiska mästerskapet 2015                                                | Australien: 9–31 januari 2015     |
| Mexiko            | Concacaf   | Nord- och Centralamerika | Playoff mellan vinnarna av Gold Cup 2013 (USA) och Gold Cup 2015 (Mexiko). | USA: 9 oktober 2015               |
| Chile             | Conmebol   | Sydamerika               | Copa América 2015                                                          | Chile: 11 juni–4 juli 2015        |
| Nya Zeeland       | OFC        | Oceanien                 | Oceaniska mästerskapet 2016                                                | Fiji: 1–12 juni 2016              |
| Portugal          | Uefa       | Europa                   | Europamästerskapet 2016                                                    | Frankrike: 10 juni–10 juli 2016   |
| Kamerun           | Caf        | Afrika                   | Afrikanska mästerskapet 2017                                               | Gabon: 14 januari–5 februari 2017 |
| Ryssland          | Uefa       | Europa                   | Arrangör av Världsmästerskapet 2018                                        | Ryssland: 8 juni–8 juli 2018      |

## Gruppspel
De två bäst rankade i varje grupp avancerade till semifinal. Rankningen av landslagen i varje grupp baserades på följande kriterier som nämns i FIFA:s bestämmelser:
1. Poäng från gruppspelets alla matcher;
2. Målskillnad från gruppspelets alla matcher;
3. Antalet gjorda mål i gruppspelets alla matcher;

Skulle två eller fler lag vara lika i rankningen enligt ovan, används följande kriterier:
Inbördes möten, det vill säga den som fick flest poäng i mötena mellan lagen.
1. Inbördes möten, det vill säga den fick flest poäng i mötena mellan lagen;
2. Om fler än två lag hade samma poäng: Bäst målskillnad i matcherna mellan lagen med samma poäng, det vill säga störst differens mellan gjorda och insläppta mål;
3. Om fler än två lag hade samma poäng: Störst antal mål i matcherna mellan lagen;
4. Fair-Play poäng, det vill säga poäng avdrag för dåligt uppförande enligt följande kriterier:
  - Första gula kortet: minus 1 poäng;
  - Indirekt rött kort (efter att ha fått sitt andra gula kort): minus 3 poäng:
  - Direkt rött kort: minus 4 poäng;
  - Gult kort och direkt rött kort: minus 5 poäng;
5. Lottning av de involverade lagen arrangerat av FIFA:s organiserande kommitté.

### Grupp A
| Nr | Lag         | S | V | O | F | GM | IM | MS | P |
| -- | ----------- | - | - | - | - | -- | -- | -- | - |
| 1  | Portugal    | 3 | 2 | 1 | 0 | 7  | 2  | +5 | 7 |
| 2  | Mexiko      | 3 | 2 | 1 | 0 | 6  | 4  | +2 | 7 |
| 3  | Ryssland    | 3 | 1 | 0 | 2 | 3  | 3  | 0  | 3 |
| 4  | Nya Zeeland | 3 | 0 | 0 | 3 | 1  | 8  | −7 | 0 |

|             | 17 juni 2017 | Ryssland                                    | 2 – 0           | Nya Zeeland | Krestovskij stadion                                              |                                                                  |
| 18:00 UTC+3 | 18:00 UTC+3  | Michael Boxall 31′ (sjm.) Fjodor Smolov 69′ | (1 – 0) Rapport |             | Sankt Petersburg Publik: 50 251 Domare: Wilmar Roldán (Colombia) | Sankt Petersburg Publik: 50 251 Domare: Wilmar Roldán (Colombia) |
| 18:00 UTC+3 | 18:00 UTC+3  |                                             |                 |             | Sankt Petersburg Publik: 50 251 Domare: Wilmar Roldán (Colombia) | Sankt Petersburg Publik: 50 251 Domare: Wilmar Roldán (Colombia) |
| 18:00 UTC+3 | 18:00 UTC+3  |                                             |                 |             | Sankt Petersburg Publik: 50 251 Domare: Wilmar Roldán (Colombia) | Sankt Petersburg Publik: 50 251 Domare: Wilmar Roldán (Colombia) |

|             | 18 juni 2017 | Portugal                               | 2 – 2           | Mexiko                                   | Kazan Arena                                            |                                                        |
| 18:00 UTC+3 | 18:00 UTC+3  | Ricardo Quaresma 34′ Cédric Soares 86′ | (1 – 1) Rapport | 42′ Javier Hernández 90+1′ Héctor Moreno | Kazan Publik: 34 372 Domare: Néstor Pitana (Argentina) | Kazan Publik: 34 372 Domare: Néstor Pitana (Argentina) |
| 18:00 UTC+3 | 18:00 UTC+3  |                                        |                 |                                          | Kazan Publik: 34 372 Domare: Néstor Pitana (Argentina) | Kazan Publik: 34 372 Domare: Néstor Pitana (Argentina) |
| 18:00 UTC+3 | 18:00 UTC+3  |                                        |                 |                                          | Kazan Publik: 34 372 Domare: Néstor Pitana (Argentina) | Kazan Publik: 34 372 Domare: Néstor Pitana (Argentina) |

|             | 21 juni 2017 | Ryssland | 0 – 1           | Portugal             | Otkrytie Arena                                          |                                                         |
| 18:00 UTC+3 | 18:00 UTC+3  |          | (0 – 1) Rapport | 8′ Cristiano Ronaldo | Moskva Publik: 42 759 Domare: Gianluca Rocchi (Italien) | Moskva Publik: 42 759 Domare: Gianluca Rocchi (Italien) |
| 18:00 UTC+3 | 18:00 UTC+3  |          |                 |                      | Moskva Publik: 42 759 Domare: Gianluca Rocchi (Italien) | Moskva Publik: 42 759 Domare: Gianluca Rocchi (Italien) |
| 18:00 UTC+3 | 18:00 UTC+3  |          |                 |                      | Moskva Publik: 42 759 Domare: Gianluca Rocchi (Italien) | Moskva Publik: 42 759 Domare: Gianluca Rocchi (Italien) |

|             | 21 juni 2017 | Mexiko                             | 2 – 1           | Nya Zeeland    | Olympiastadion                                       |                                                      |
| 21:00 UTC+3 | 21:00 UTC+3  | Raúl Jiménez 54′ Oribe Peralta 72′ | (0 – 1) Rapport | 42′ Chris Wood | Sotji Publik: 25 133 Domare: Bakary Gassama (Gambia) | Sotji Publik: 25 133 Domare: Bakary Gassama (Gambia) |
| 21:00 UTC+3 | 21:00 UTC+3  |                                    |                 |                | Sotji Publik: 25 133 Domare: Bakary Gassama (Gambia) | Sotji Publik: 25 133 Domare: Bakary Gassama (Gambia) |
| 21:00 UTC+3 | 21:00 UTC+3  |                                    |                 |                | Sotji Publik: 25 133 Domare: Bakary Gassama (Gambia) | Sotji Publik: 25 133 Domare: Bakary Gassama (Gambia) |

|             | 24 juni 2017 | Mexiko                               | 2 – 1           | Ryssland              | Kazan Arena                                                  |                                                              |
| 18:00 UTC+3 | 18:00 UTC+3  | Néstor Araujo 30′ Hirving Lozano 52′ | (1 – 1) Rapport | 25′ Aleksandr Samedov | Kazan Publik: 41 585 Domare: Fahad Al-Mirdasi (Saudiarabien) | Kazan Publik: 41 585 Domare: Fahad Al-Mirdasi (Saudiarabien) |
| 18:00 UTC+3 | 18:00 UTC+3  |                                      |                 |                       | Kazan Publik: 41 585 Domare: Fahad Al-Mirdasi (Saudiarabien) | Kazan Publik: 41 585 Domare: Fahad Al-Mirdasi (Saudiarabien) |
| 18:00 UTC+3 | 18:00 UTC+3  |                                      |                 |                       | Kazan Publik: 41 585 Domare: Fahad Al-Mirdasi (Saudiarabien) | Kazan Publik: 41 585 Domare: Fahad Al-Mirdasi (Saudiarabien) |

|             | 24 juni 2017 | Nya Zeeland | 0 – 4           | Portugal                                                                              | Krestovskij stadion                                       |                                                           |
| 18:00 UTC+3 | 18:00 UTC+3  |             | (0 – 2) Rapport | 33′ (str.) Cristiano Ronaldo 37′ Bernardo Silva 80′ André Valente da Silva 90+1′ Nani | Sankt Petersburg Publik: 56 290 Domare: Mark Geiger (USA) | Sankt Petersburg Publik: 56 290 Domare: Mark Geiger (USA) |
| 18:00 UTC+3 | 18:00 UTC+3  |             |                 |                                                                                       | Sankt Petersburg Publik: 56 290 Domare: Mark Geiger (USA) | Sankt Petersburg Publik: 56 290 Domare: Mark Geiger (USA) |
| 18:00 UTC+3 | 18:00 UTC+3  |             |                 |                                                                                       | Sankt Petersburg Publik: 56 290 Domare: Mark Geiger (USA) | Sankt Petersburg Publik: 56 290 Domare: Mark Geiger (USA) |

### Grupp B
| Nr | Lag        | S | V | O | F | GM | IM | MS | P |
| -- | ---------- | - | - | - | - | -- | -- | -- | - |
| 1  | Tyskland   | 3 | 2 | 1 | 0 | 7  | 4  | +3 | 7 |
| 2  | Chile      | 3 | 1 | 2 | 0 | 4  | 2  | +2 | 5 |
| 3  | Australien | 3 | 0 | 2 | 1 | 4  | 5  | −1 | 2 |
| 4  | Kamerun    | 3 | 0 | 1 | 2 | 2  | 6  | −4 | 1 |

|             | 18 juni 2017 | Kamerun | 0 – 2           | Chile                                 | Otkrytie Arena                                          |                                                         |
| 21:00 UTC+3 | 21:00 UTC+3  |         | (0 – 0) Rapport | 81′ Arturo Vidal 90+1′ Eduardo Vargas | Moskva Publik: 33 492 Domare: Damir Skomina (Slovenien) | Moskva Publik: 33 492 Domare: Damir Skomina (Slovenien) |
| 21:00 UTC+3 | 21:00 UTC+3  |         |                 |                                       | Moskva Publik: 33 492 Domare: Damir Skomina (Slovenien) | Moskva Publik: 33 492 Domare: Damir Skomina (Slovenien) |
| 21:00 UTC+3 | 21:00 UTC+3  |         |                 |                                       | Moskva Publik: 33 492 Domare: Damir Skomina (Slovenien) | Moskva Publik: 33 492 Domare: Damir Skomina (Slovenien) |

|             | 19 juni 2017 | Australien                   | 2 – 3           | Tyskland                                                   | Olympiastadion                                 |                                                |
| 18:00 UTC+3 | 18:00 UTC+3  | Tom Rogic 41′ Tomi Juric 56′ | (1 – 2) Rapport | 5′ Lars Stindl 44′ (str.) Julian Draxler 48′ Leon Goretzka | Sotji Publik: 28 605 Domare: Mark Geiger (USA) | Sotji Publik: 28 605 Domare: Mark Geiger (USA) |
| 18:00 UTC+3 | 18:00 UTC+3  |                              |                 |                                                            | Sotji Publik: 28 605 Domare: Mark Geiger (USA) | Sotji Publik: 28 605 Domare: Mark Geiger (USA) |
| 18:00 UTC+3 | 18:00 UTC+3  |                              |                 |                                                            | Sotji Publik: 28 605 Domare: Mark Geiger (USA) | Sotji Publik: 28 605 Domare: Mark Geiger (USA) |

|             | 22 juni 2017 | Kamerun                          | 1 – 1           | Australien               | Krestovskij stadion                                             |                                                                 |
| 18:00 UTC+3 | 18:00 UTC+3  | André-Frank Zambo Anguissa 45+1′ | (1 – 0) Rapport | 60′ (str.) Mark Milligan | Sankt Petersburg Publik: 35 021 Domare: Milorad Mažić (Serbien) | Sankt Petersburg Publik: 35 021 Domare: Milorad Mažić (Serbien) |
| 18:00 UTC+3 | 18:00 UTC+3  |                                  |                 |                          | Sankt Petersburg Publik: 35 021 Domare: Milorad Mažić (Serbien) | Sankt Petersburg Publik: 35 021 Domare: Milorad Mažić (Serbien) |
| 18:00 UTC+3 | 18:00 UTC+3  |                                  |                 |                          | Sankt Petersburg Publik: 35 021 Domare: Milorad Mažić (Serbien) | Sankt Petersburg Publik: 35 021 Domare: Milorad Mažić (Serbien) |

|             | 22 juni 2017 | Tyskland        | 1 – 1           | Chile             | Kazan Arena                                         |                                                     |
| 21:00 UTC+3 | 21:00 UTC+3  | Lars Stindl 41′ | (1 – 1) Rapport | 6′ Alexis Sánchez | Kazan Publik: 38 222 Domare: Alireza Faghani (Iran) | Kazan Publik: 38 222 Domare: Alireza Faghani (Iran) |
| 21:00 UTC+3 | 21:00 UTC+3  |                 |                 |                   | Kazan Publik: 38 222 Domare: Alireza Faghani (Iran) | Kazan Publik: 38 222 Domare: Alireza Faghani (Iran) |
| 21:00 UTC+3 | 21:00 UTC+3  |                 |                 |                   | Kazan Publik: 38 222 Domare: Alireza Faghani (Iran) | Kazan Publik: 38 222 Domare: Alireza Faghani (Iran) |

|             | 25 juni 2017 | Tyskland                                | 3 – 1           | Kamerun               | Olympiastadion                                        |                                                       |
| 18:00 UTC+3 | 18:00 UTC+3  | Kerem Demirbay 48′ Timo Werner 66′, 81′ | (0 – 0) Rapport | 78′ Vincent Aboubakar | Sotji Publik: 30 230 Domare: Wilmar Roldán (Colombia) | Sotji Publik: 30 230 Domare: Wilmar Roldán (Colombia) |
| 18:00 UTC+3 | 18:00 UTC+3  |                                         |                 |                       | Sotji Publik: 30 230 Domare: Wilmar Roldán (Colombia) | Sotji Publik: 30 230 Domare: Wilmar Roldán (Colombia) |
| 18:00 UTC+3 | 18:00 UTC+3  |                                         |                 |                       | Sotji Publik: 30 230 Domare: Wilmar Roldán (Colombia) | Sotji Publik: 30 230 Domare: Wilmar Roldán (Colombia) |

|             | 25 juni 2017 | Chile                | 1 – 1           | Australien       | Otkrytie Arena                                          |                                                         |
| 18:00 UTC+3 | 18:00 UTC+3  | Martín Rodríguez 67′ | (0 – 1) Rapport | 42′ James Troisi | Moskva Publik: 33 639 Domare: Gianluca Rocchi (Italien) | Moskva Publik: 33 639 Domare: Gianluca Rocchi (Italien) |
| 18:00 UTC+3 | 18:00 UTC+3  |                      |                 |                  | Moskva Publik: 33 639 Domare: Gianluca Rocchi (Italien) | Moskva Publik: 33 639 Domare: Gianluca Rocchi (Italien) |
| 18:00 UTC+3 | 18:00 UTC+3  |                      |                 |                  | Moskva Publik: 33 639 Domare: Gianluca Rocchi (Italien) | Moskva Publik: 33 639 Domare: Gianluca Rocchi (Italien) |

## Slutspel
|  | Semifinaler     | Semifinaler     |   |                 | Final                     | Final |  |
|  |                 |                 |   |                 |                           |       |  |
|  | 28 juni – Kazan |                 |   |                 |                           |       |  |
|  | Portugal        | 0 (0)           |   |                 |                           |       |  |
|  | Chile (str.)    | 0 (3)           |   |                 |                           |       |  |
|  |                 |                 |   |                 |                           |       |  |
|  |                 |                 |   |                 | 2 juli – Sankt Petersburg |       |  |
|  |                 |                 |   |                 | Chile                     | 0     |  |
|  |                 | Tyskland        | 1 |                 |                           |       |  |
|  |                 |                 |   |                 |                           |       |  |
|  |                 |                 |   |                 |                           |       |  |
|  |                 |                 |   |                 | Match om tredjepris       |       |  |
|  | 29 juni – Sotji | 29 juni – Sotji |   | 2 juli – Moskva | 2 juli – Moskva           |       |  |
|  | Tyskland        | 4               |   | Portugal (e.f.) | 2                         |       |  |
|  | Mexiko          | 1               |   |                 | Mexiko                    | 1     |  |

### Semifinaler
|             | 28 juni 2017 | Portugal                            | 00000 – 0 (e.fl.)                                     | Chile                                        | Kazan Arena                                         |                                                     |
| 21:00 UTC+3 | 21:00 UTC+3  |                                     | Rapport                                               |                                              | Kazan Publik: 40 855 Domare: Alireza Faghani (Iran) | Kazan Publik: 40 855 Domare: Alireza Faghani (Iran) |
| 21:00 UTC+3 | 21:00 UTC+3  |                                     |                                                       |                                              | Kazan Publik: 40 855 Domare: Alireza Faghani (Iran) | Kazan Publik: 40 855 Domare: Alireza Faghani (Iran) |
| 21:00 UTC+3 | 21:00 UTC+3  | Ricardo Quaresma João Moutinho Nani | Straffsparksläggning 0 – 3 Chile sköt första straffen | Arturo Vidal Charles Aránguiz Alexis Sánchez | Kazan Publik: 40 855 Domare: Alireza Faghani (Iran) | Kazan Publik: 40 855 Domare: Alireza Faghani (Iran) |

|             | 29 juni 2017 | Tyskland                                               | 4 – 1           | Mexiko           | Olympiastadion                                         |                                                        |
| 21:00 UTC+3 | 21:00 UTC+3  | Leon Goretzka 6′, 8′ Timo Werner 59′ Amin Younes 90+1′ | (2 – 0) Rapport | 89′ Marco Fabián | Sotji Publik: 37 923 Domare: Néstor Pitana (Argentina) | Sotji Publik: 37 923 Domare: Néstor Pitana (Argentina) |
| 21:00 UTC+3 | 21:00 UTC+3  |                                                        |                 |                  | Sotji Publik: 37 923 Domare: Néstor Pitana (Argentina) | Sotji Publik: 37 923 Domare: Néstor Pitana (Argentina) |
| 21:00 UTC+3 | 21:00 UTC+3  |                                                        |                 |                  | Sotji Publik: 37 923 Domare: Néstor Pitana (Argentina) | Sotji Publik: 37 923 Domare: Néstor Pitana (Argentina) |

### Bronsmatch
|             | 2 juli 2017 | Portugal                            | 2 – 1 (e.fl.)   | Mexiko               | Otkrytie Arena                                                |                                                               |
| 15:00 UTC+3 | 15:00 UTC+3 | Pepe 90+1′ Adrien Silva 104′ (str.) | (0 – 0) Rapport | 54′ (sjm.) Luís Neto | Moskva Publik: 42 659 Domare: Fahad Al-Mirdasi (Saudiarabien) | Moskva Publik: 42 659 Domare: Fahad Al-Mirdasi (Saudiarabien) |
| 15:00 UTC+3 | 15:00 UTC+3 |                                     |                 |                      | Moskva Publik: 42 659 Domare: Fahad Al-Mirdasi (Saudiarabien) | Moskva Publik: 42 659 Domare: Fahad Al-Mirdasi (Saudiarabien) |
| 15:00 UTC+3 | 15:00 UTC+3 |                                     |                 |                      | Moskva Publik: 42 659 Domare: Fahad Al-Mirdasi (Saudiarabien) | Moskva Publik: 42 659 Domare: Fahad Al-Mirdasi (Saudiarabien) |

### Final
|             | 2 juli 2017 | Chile | 0 – 1           | Tyskland        | Krestovskij stadion                                             |                                                                 |
| 21:00 UTC+3 | 21:00 UTC+3 |       | (0 – 1) Rapport | 20′ Lars Stindl | Sankt Petersburg Publik: 57 268 Domare: Milorad Mažić (Serbien) | Sankt Petersburg Publik: 57 268 Domare: Milorad Mažić (Serbien) |
| 21:00 UTC+3 | 21:00 UTC+3 |       |                 |                 | Sankt Petersburg Publik: 57 268 Domare: Milorad Mažić (Serbien) | Sankt Petersburg Publik: 57 268 Domare: Milorad Mažić (Serbien) |
| 21:00 UTC+3 | 21:00 UTC+3 |       |                 |                 | Sankt Petersburg Publik: 57 268 Domare: Milorad Mažić (Serbien) | Sankt Petersburg Publik: 57 268 Domare: Milorad Mažić (Serbien) |

### Fotnoter
1. ↑  ”Blatter makes Russia visit” (på engelska). FIFA. 23 januari 2011. Arkiverad från originalet den 9 november 2014. https://web.archive.org/web/20141109200903/http://www.fifa.com/worldcup/russia2018/news/newsid=1369789/index.html. Läst 9 november 2014.
2. ↑  ”Chiles jätteblunder gav Tyskland segern”. SVT. 2 juli 2017. https://www.svt.se/sport/fotboll/tyskland-chile-confed/. Läst 2 juli 2017.